# Chirita zeylanica
Chirita zeylanica är en tvåhjärtbladig växtart som beskrevs av William Jackson Hooker. Chirita zeylanica ingår i släktet Chirita och familjen Gesneriaceae. Inga underarter finns listade i Catalogue of Life.